# Jon Jones (regizor)
Jon Jones (n. 5 martie 1967, Carmarthen⁠(d), Țara Galilor, Regatul Unit) este un scenarist și regizor britanic de televiziune, care a realizat, printre altele, serialul ITV Cold Feet, drama Channel 4 A Very Social Secretary, thriller-ul BBC The Debt (2003) și adaptarea ITV din 2007 a Northanger Abbey. Activitatea lui la serialul Cold Feet i-a adus o nominalizare la premiul pentru cel mai bun regizor debutant de ficțiune la Premiile de măiestrie în televiziune BAFTA.
În 2005, el a adaptat The Alan Clark Diaries pentru BBC Four. El a mai realiat, de asemenea, pentru BBC Four un film biografice de televiziune despre doamna Beeton, Jurnalul Annei Frank și remake-ul ITV/AMC al The Prisoner.

## Filmografie
- Greek Lover (1999) - scenarist și regizor
- Edith's Finger (2000) - regizor
- Cold Feet 3 episoade (2000) - regizor
- Blood Strangers (2002) - regizor
- The Debt (2003) - regizor
- When I'm 64 (2004) - regizor
- Archangel (2005) - regizor
- The Alan Clark Diaries (2004) - scenarist și regizor
- A Very Social Secretary (2005) - regizor
- The Secret Life of Mrs Beeton (2006) - regizor
- Northanger Abbey (2007) - regizor
- The Diary of Anne Frank (2009) - regizor
- Terry Pratchett's Going Postal (2010) - regizor
- Zen (2011) - regizor
- Titanic (2012) - regizor